# Ulzzang
Ulzzang (scris și Uljjang pronunție în coreeană [ʌl.t͈͡ɕ͈ɐŋ] ⓘ) este un termen folosit în Coreea de Sud care se traduce literar ca „cea mai frumoasă față” sau „arătos”. Acest argou este des folosit de netizeni, pentru concursuri cu fete care concurează pentru titlul de „ulzzang”. Cu toate acestea, ulzzang s-a dezvoltat mai degrabă ca o subcultură/stil, decât ca un eveniment de tipul competiției/concursului.

## Caracteristici
De obicei, concurentele sunt fete din Coreea (câteodată din China sau Japonia, unele fiind chiar din America de Nord sau Europa) care au aceleași trăsături. Ochii sunt principalul obiectiv și conceptul aspectului fizic. Ele folosesc de obicei o mulțime de produse cosmetice pentru a-și face ochii foarte mari, cum ar fi lipiciul pentru pleoape, lentile de contact cosmetice, gene false foarte lungi, creion contur pentru ochi.  Ele au de obicei un ten fără cusur, nas mic și buze mici și subțiri, exact ca personajele anime. De asemenea folosesc o mulțime de programe și site-uri pentru editarea pozelor pentru a le face să arate ca niște păpuși.

## Ulzzang ajunși faimoși
Unii adolescenți care au luat parte la cultura ulzzang au ajuns faimoși datorită aspectului fizic.
- Ku Hye-sun
- Nam Sang-mi Nam Sang-mi în 2003.
- Park Han-byul
- Kang Eun-bi
- Kim Hye-sung

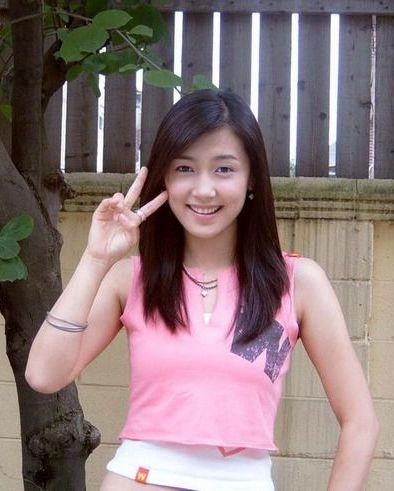
Nam Sang-mi în 2003.

- Kim Jae-joong din formația K-pop JYJ
- Kim Jun-eun
- Hyomin din formația K-pop T-ara
- Lee U (Lee Seung-hyun) din formația K-pop F.Cuz
- Choi Jong-hun din formația K-pop FT Island
- Heo Young-saeng din formația K-pop SS501
- Park Yun-hwa din formația K-pop T-Max
- Lee Ki-seop din formația K-pop U-Kiss
- Lee Joo-yeon din formația K-pop After School
- QRi din formația K-pop T-ara

Unii oameni le găsesc pe fetele ulzzang ca fiind incredibil de draguțe și atractive, în timp ce alții le găsesc hidoase și false.